# Auto Avio Costruzioni 815
La Auto Avio Costruzioni 815 è un'autovettura spider progettata da Alberto Massimino in collaborazione con Vittorio Bellentani nel 1940 e realizzata in soli due esemplari, nelle versioni coda lunga e coda corta. Non poté essere commercializzata sotto il marchio Ferrari, a causa di una clausola contrattuale con la Alfa Romeo che imponeva di non apporre tale denominazione per un periodo di 4 anni fino al 1943.

## Il contesto

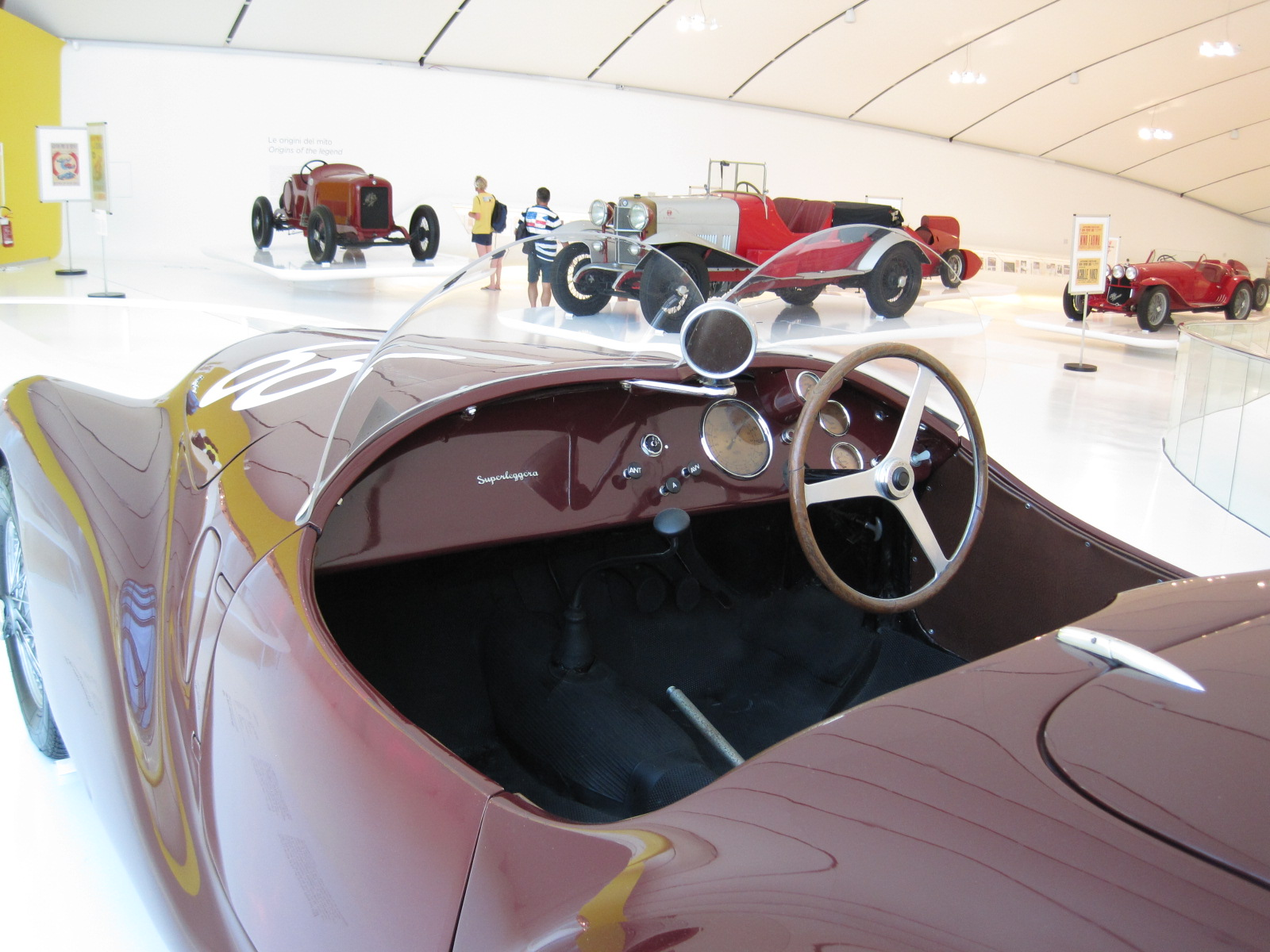
Visuale dell'abitacolo.

La carrozzeria Touring di Milano realizzò le linee morbide e filanti delle due biposto che, il 28 aprile 1940, presero il via al I Gran Premio di Brescia (XIII edizione della Mille Miglia) con al volante due equipaggi formati da Rangoni-Nardi e Ascari-Minozzi con questi ultimi che dominarono la categoria sport fino a 1500 cm³ ma dovettero ritirarsi a causa di un cedimento al motore. Rangoni invece si ritirò a causa della rottura della trasmissione.
La vettura era equipaggiata da un motore a 8 cilindri da 1,5 l di cilindrata (da qui il nome 815) ottenuto dall'accoppiamento di due motori Fiat ed era dotata di un cambio a quattro marce.
La vettura partecipò anche ad alcune gare al termine della seconda guerra mondiale senza ottenere particolari risultati, contemporaneamente la neonata Ferrari aveva messo a punto quella che può essere considerata la sua erede, oltre che la prima auto della nuova casa automobilistica, la Ferrari 125 S.
Dei due unici esemplari costruiti ne rimane uno solo, il modello a "coda corta" nella collezione privata di Mario Righini, a Panzano in Castelfranco Emilia.
Il modello di proprietà del Marchese Lotario Rangoni Machiavelli venne distrutto. Infatti, il fratello di quest'ultimo, Rolando Rangoni Machiavelli, dichiarò di aver inviato ciò che rimaneva della vettura presso un demolitore, ma di ciò non esistono documentazioni. Pare che la vettura sia stata ritrovata presso uno sfasciacarrozze nel 1958 da Domenico Gentili, il quale ricevette la conferma da Enzo Ferrari stesso che l'auto sportiva che aveva notato fosse proprio la 815 incidentata. Purtroppo non fece a tempo a recuperarla.

## Competizioni alle quali ha partecipato
| Data       | Tipo auto  | Competizione                 | Pilota              | 2º Pilota / Meccanico | Risultato |
| ---------- | ---------- | ---------------------------- | ------------------- | --------------------- | --------- |
| 28-04-1940 | coda lunga | Mille Miglia                 | Lotario Rangoni     | Enrico Nardi          | Ritirato  |
| 28-04-1940 | coda corta | Mille Miglia                 | Alberto Ascari      | Giuseppe Minozzi      | Ritirato  |
| 03-09-1946 | coda corta | Coppa Andrea Brezzi          | Enrico Beltracchini | \                     | 2º        |
| 13-04-1947 | coda corta | Circuito di Sanremo          | Enrico Beltracchini | \                     | Ritirato  |
| 11-05-1947 | coda corta | Piacenza                     | Enrico Beltracchini | \                     | Ritirato  |
| 01-06-1947 | coda corta | Circuito di Vercelli         | Enrico Beltracchini | \                     | 4º        |
| 15-06-1947 | coda corta | Circuito di Vigevano         | Enrico Beltracchini | \                     | Ritirato  |
| 22-06-1947 | coda corta | Mille Miglia                 | Enrico Beltracchini | Adriano Massa         | Ritirato  |
| 20-07-1947 | coda corta | Coppa d'Oro delle Dolomiti   | Enrico Beltracchini | Giovanni Civettini    | 28º       |
| 15-08-1947 | coda corta | Circuito di Pescara          | Enrico Beltracchini | \                     | Ritirato  |
| 24-08-1947 | coda corta | Circuito di Senigallia       | Enrico Beltracchini | \                     | 5º        |
| 31-08-1947 | coda corta | Novara                       | Enrico Beltracchini | \                     | 7º        |
| 14-09-1947 | coda corta | Circuito del Lido di Venezia | Enrico Beltracchini | \                     | 5º        |
| 25-05-1948 | coda corta | Mille Miglia                 | Enrico Beltracchini | Giovanni Civettini    | Ritirato  |